# Riffan
El riffan fue la unidad monetaria de la República del Rif desde 1923 hasta la disolución de la república en 1926.

## Historia
Se imprimieron billetes de 1 y 5 riffans para el gobierno del Rif bajo el liderazgo de Abd el-Krim por el capitán Charles Gardiner, un contrabandista de armas británico, que también dirigió el banco central del país. No hay datos precisos de cuándo y dónde se han fabricaron estos billetes. Desde el 10 de octubre de 1923 entrarían en circulación, pero al parecer nunca entraron en curso por la población, que habitualmente seguía usando la peseta española.
En los billetes de banco se especifica la tasa de cambio fija de 1 riffan = 10 peniques = 1 franco francés.

## Billetes
| Imagen del anverso | Denominación | Dimensiones | Color predominante |
| ------------------ | ------------ | ----------- | ------------------ |
|                    | 1 riffan     | 70 x 131 mm | Rojo               |
|                    | 5 riffans    | 70 x 131 mm | Verde              |